# حملة تحرير الكويت
عملية تحرير الكويت كانت عملية عسكرية قادتها الولايات المتحدة لاستعادة الكويت من العراق بعد الحملة الجوية الضخمة بين 24 و28 فبراير 1991. عثرت القوات الأمريكية والتحالف على العراقيين مستسلمين بشكل جماعي. ومع ذلك فإن أفراد المقاومة كانوا موجودين خاصة في مطار الكويت الدولي حيث القوات العراقية على ما يبدو غير مدركين أنه قد صدر أمر بالانسحاب وواصلوا القتال مما أدى إلى معركة شرسة على المطار نفسه. وقع معظم القتال في العراق بدلا من الكويت. العملية هي جزء من ما هو المعروف باسم حرب الخليج الثانية.

## مقدمة

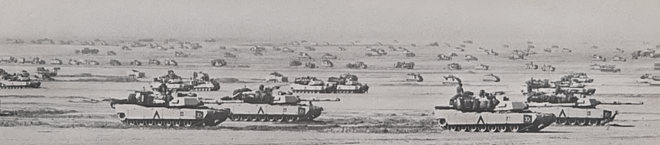
دبابات من اللواء الثالث على طول خط المغادرة.

تتمركز قوة برمائية تتكون من 40 سفينة هجومية برمائية بشكل واضح قبالة سواحل الكويت والمملكة العربية السعودية. كانت هذه أكبر قوة يتم تجميعها منذ معركة إنتشون. قبل أيام من الهجوم قامت القوة البرمائية بهجمات متكررة خادعة للهبوط في مدينة الكويت في محاولة لخداع العراقيين إلى التفكير في مهاجمة قوات التحالف عبر الهجوم البرمائي. بدلا من ذلك كانت القوات تدخل من الحدود الجنوبية للكويت. سرعان ما أصبحت قوات التحالف المتمركزة هناك هدف للتهديدات المستمرة بصواريخ سكود والصواريخ الكيميائية والقصف شبه المستمر من قبل المدفعية العراقية. عندما بدأت طلائع القوات بالهجوم كانوا مدركين أن الإصابات ستكون نسبة واحد في ثلاثة.

## الحملة

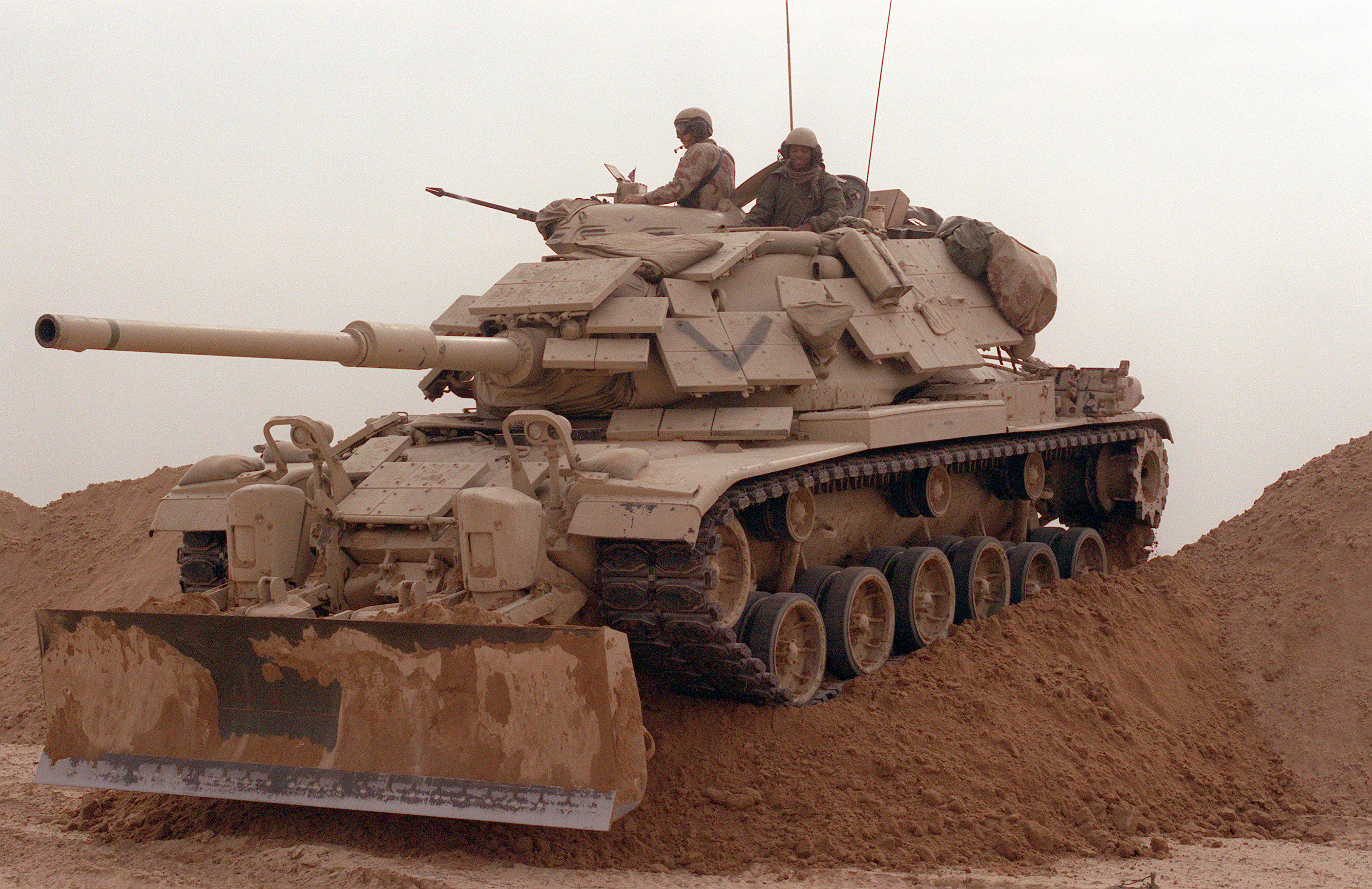
دبابة إم-60 باتون الأمريكية تخترق خط الدفاع العراقي في الكويت يوم 24 فبراير.

في الساعة 04:00 من يوم 24 فبراير بعد تعرضه للقصف منذ شهور وتحت التهديد المستمر من هجوم بالغاز الفرقتين الأولى والثانية الأمريكيتين الحدود إلى الكويت. استطاعوا المناورة حول الأنظمة الواسعة من الأسلاك الشائكة وحقول الألغام والخنادق. عندما دخلوا الكويت توجهوا نحو مدينة الكويت. لم تواجه القوات أي مقاومة تذكر وبصرف النظر عن عدة معارك صيرة بالدبابات فقد استسلم الجنود من الوهلة الأولى. كان النمط العام أن قوات التحالف ستواجه الجنود العراقيين الذين خاضوا معركة وجيزة قبل أن يقرروا الاستسلام.

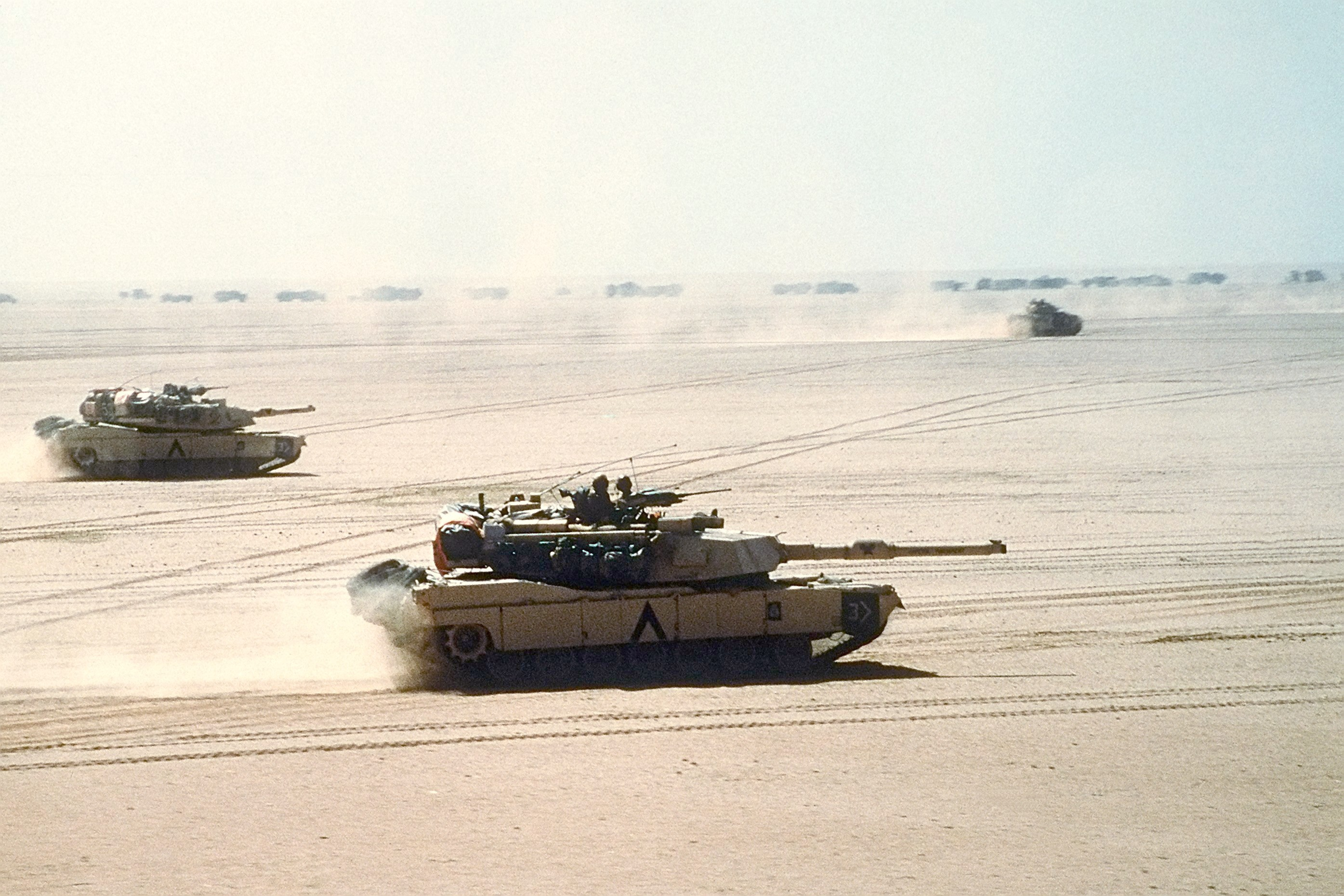
دبابة أبرامز م1 أثناء حرب الخليج الثانية.

في 27 فبراير أصدر صدام حسين أمر بتراجع قواته في الكويت. ومع ذلك فإن وحدة واحدة من القوات العراقية لم تكن قد حصلت على أمر التراجع. عندما وصلت قوات مشاة البحرية الأمريكية لمطار الكويت الدولي واجهوا مقاومة شرسة واستغرق الأمر منهم عدة ساعات للسيطرة وتأمين المطار. كجزء من أجل التراجع قام العراقيين بسياسة «الأرض المحروقة» التي تضمنت إشعال مئات آبار النفط في محاولة لتدمير اقتصاد الكويت. بعد معركة مطار الكويت الدولي توقفت قوات المارينز الأميركية عند ضواحي مدينة الكويت مما سمح لقوات التحالف باحتلال مدينة الكويت وانهاء العمليات القتالية بشكل فعال في المسرح الكويتي من الحرب.

## النتيجة

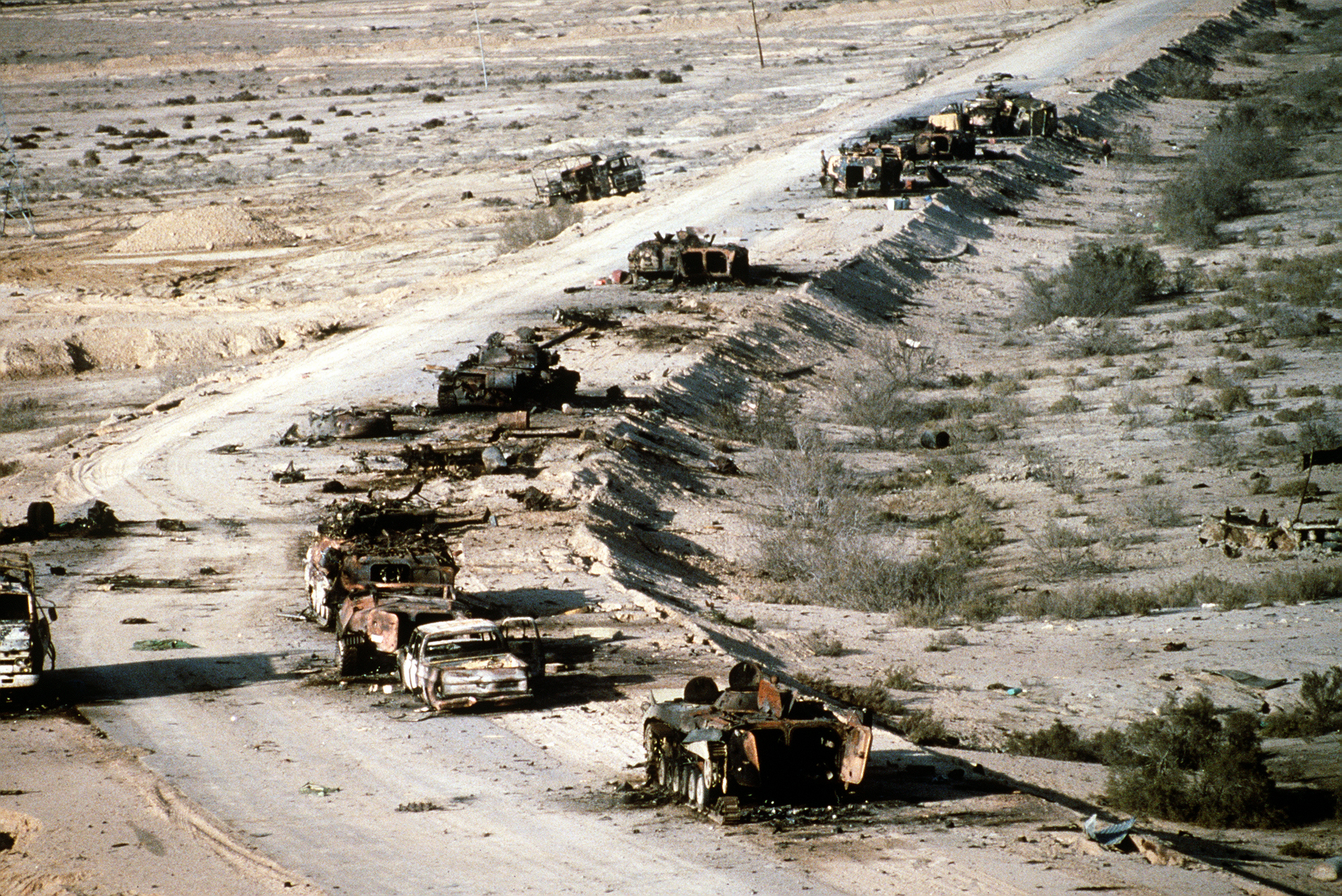
صورة جوية لتدمير دبابة وناقلة جند مدرعة وشاحنة عراقية على الطريق السريع في 8 مارس 1991.

بعد أربعة أيام من القتال طردت جميع القوات العراقية من الكويت وتم إنهاء احتلال الكويت دام ما يقرب من سبعة أشهر من قبل العراق. أصيب 1100 من قبل قوات التحالف. تقديرات الضحايا العراقيين تتراوح بين 30,000 إلى 150,000. خسر العراق آلاف المركبات في حين خسرت قوات التحالف قليلا نسبيا. أثبتت الحرب أن الدبابة السوفييتية للقوات العراقية تي-72 التي عفا عليها الزمن غير مؤهلة لمواجهة الدبابات الأمريكية أبرامز م1 وتشالنجر 1 البريطانية.